# علم الفلبين
أعتمد العلم الفلبيني (بالتاغالوغية: Pambansang watawat ng Pilipinas)؛ (بالإيلوكانو: Nailian a bandera ti Filipinas)؛ (بالسيبوانية: Nasudnong bandila ng Pilipinas)(بالإسبانية: Bandera Nacional de Filipinas)‏ في 12 حزيران - يونيو من سنة 1898 والعلم الفلبيني مقسم بشكل متساوي بصورة أفقية باللونين الأزرق والأحمر ويوجد كذلك في العلم مثلث متساوي الأضلاع باللون الأبيض وفي وسط المثلث توجد شمس باللون الأصفر يخرج منها ثمانية أشعة ويوجد كذلك على رأس كل زاوية في المثلث نجمة خماسية الشكل باللون الأصفر.

## التصميم

تصميم العلم

### الرمزية
- المثلث الأبيض: يرمز إلى المساواة، الأخاء والنقاء.
- الأزرق: يرمز إلى السلام، العدالة والحقيقة.
- الأحمر: يرمز إلى شجاعة الشعب الفلبيني وإلى بسالته وحب الوطن لديه.
- الشمس ترمز إلى الاستقلال.
- أشعة الشمس الثمانية ترمز إلى المقاطعات الفلبينية الثمانية التي أعلنت الثورة ضد الاستعمار الإسباني في البلاد سنة 1896 وهذه المقاطعات هي (مانيلا، كافيت، بولاكان، بامبانغا، نويفا إيسيجا، تارلاك، لاغونا وباتانغا).
- ★ النجوم: ترمز النجوم الثلاثة الموجودة على رأس كل زاوية في المثلث إلى المناطق الثلاث الرئيسة في البلاد وهي لوزون (مجموعة الجزر الشمالية) بيسايا (مجموعة الجزر الوسطى) ومنداناو (مجموعة الجزر الجنوبية) تكون هذه الجزر بمجملها ما يعرف بأرخبيل الفلبين.

ومع ذلك فأن تفسير معاني رموز العلم الحالي تختلف عما ورد في وثيقة استقلال الفلبين في سنة 1898 حيث أن المثلث الأبيض هو شعار كاتيبونان (بالفلبينية: Katipunan‏) وهو تنظيم سري تمرد على الحكم الإسباني في البلاد أما الشريطين الأزرق والأحمر فيخلدان ذكرى علم الولايات المتحدة الأمريكية والامتنان لحكومة الولايات المتحدة للدعم الذي قدمته واشنطن دي سي إلى الثوار الفلبينيين ضد الاستعمار الإسباني.

### الألوان

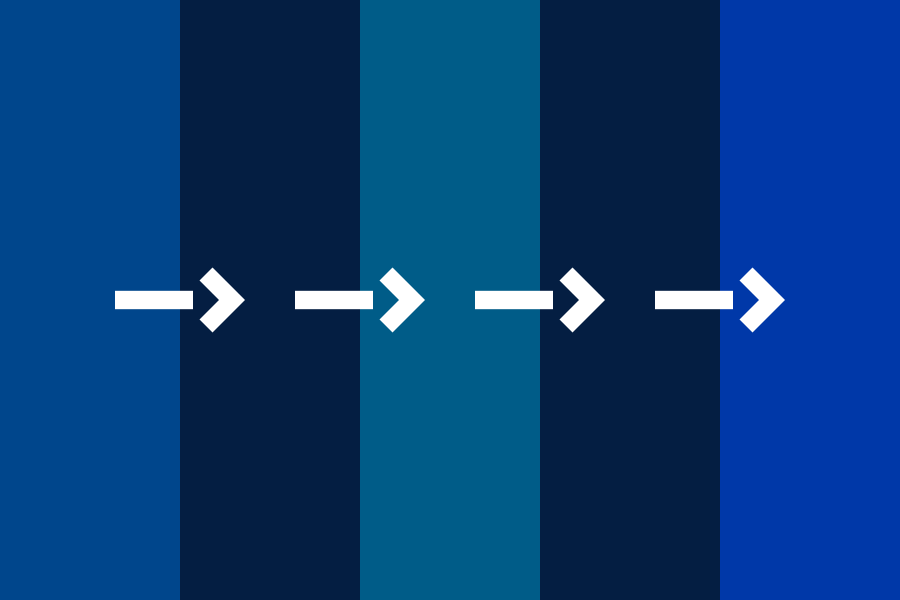
التغيير في اللون الأزرق من اليسار إلى اليمين: (1898)؛ (1955)؛ (1985)؛ (1986)؛ (1998)

يحدد قانون الجمهورية رقم 8491 ألوان العلم. اعتمد نظام جمعية الألوان في الولايات المتحدة في 12 فبراير 1998. الألوان الرسمية مذكورة أدناه:
| النموذج                              | أزرق          | أحمر            | أبيض        | أصفر          |
| Cable No. ‏                           | 80173         | 80108           | 80001       | 80068         |
| بانتون                               | 286C          | 193C            |             | 122C          |
| النموذج اللوني أحمر أخضر أزرق        | 0-56-168      | 206-17-38       | 255-255-255 | 252-209-22    |
| النموذج اللوني سيان ماجنتا أصفر أسود | C99-M80-Y0-K0 | C12-M100-Y87-K3 | C0-M0-Y0-K0 | C2-M17-Y91-K0 |
| نظام عد ستة عشري                     | #0038A8       | #CE1126         | #FFFFFF     | #FCD116       |

## الأعلام التاريخية
| العلم                                     | التاريخ              | الاستخدام                                                                                        | الوصف | ملاحظات |
| ----------------------------------------- | -------------------- | ------------------------------------------------------------------------------------------------ | --- | --- |
|                                           | 1515–1888            | علم سلطنة ماغويندناو.                                                                            | راية صفراء | |
| فترة الاستعمار الإسباني (1565–1898)       |                      |                                                                                                  | | |
|                                           | 1565–1762، 1764–1821 | استخدم العلم عندما كانت الفلبين جزءًا من إسبانيا الجديدة.                                         | صليب بورجوندي [الإنجليزية] | |
|                                           | 1762–1764            | استخدم العلم أثناء الاحتلال البريطاني لمانيلا.                                                   | علم شركة الهند الشرقية قبل 1810 | |
|                                           | 1821–1873            | علم جنوب شرق آسيا الإسباني.                                                                      | ثلاثة ألوان أفقية من الأحمر والأصفر؛ مع الشعار الملكي | |
|                                           | 1873–1874            | استخدم خلال فترة الجمهورية الإسبانية الأولى.                                                     | العلم السابق ولكن مع إزالة التاج الملكي | |
|                                           | 1874–1898            | استخدام عندما عاد الحكم إلى البوربون                                                             | أعيد استخدام علم مملكة إسبانيا المستخدم قبل الجمهورية الإسبانية الأولى. | |
| الثورة الفلبينية - جمهورية الفلبين الأولى |                      |                                                                                                  | | |
|                                           | 1897–1898            | أول علم رسمي لجمهورية الفلبين. استخدم أيضاً خلال الثورة الفلبينية.                                | يتكون من شمس مايو ذات ثمانية أشعة مع وجه باللون الأبيض تتوسط حقلاً أحمر. | |
|                                           | 1898–1901            | العلم الذي صممه الرئيس إميليو أغينالدو.                                                          | العلم مقسم بشكل متساوي بصورة أفقية باللونين الأزرق والأحمر ويوجد كذلك في العلم مثلث متساوي الأضلاع باللون الأبيض وفي وسط المثلث توجد يحتوي على شمس مايو باللون الأصفر يخرج منها ثمانية أشعة تمثل المقاطعات الفلبينية الثمانية التي تمردت ضد الاستعمار الإسباني ويوجد كذلك على رأس كل زاوية في المثلث نجمة خماسية الشكل باللون الأصفر. | |
| فترة الاستعمار الأمريكي (1898-1946)       |                      |                                                                                                  | | |
|                                           | 1898–1908            | أثناء الإدارة المباشرة من قبل الولايات المتحدة الأمريكية في أعقاب الحرب الإسبانية الأمريكية.     | يضم العلم الأمريكي 13 خطا أحمر وأبيض ترمز إلى عدد المستعمرات البريطانية عند إعلان استقلال الولايات المتحدة عن مملكة بريطانيا العظمى، مع مربع أزرق يضم عدة نجوم ترمز إلى عدد ولايات الولايات المتحدة الأمريكية، زاد عدد النجوم مع تطور الولايات المتحدة الإقليمي.                                                                      | أصدرت اللجنة الفلبينية القانون رقم 1697 أو قانون العلم لعام 1907، الذي يحظر عرض العلم الفلبيني وعزف النشيد الوطني. |
|                                           | 1908–1912            | العلم الأمريكي بعد انضمام أوكلاهوما                                                              | يضم العلم الأمريكي 13 خطا أحمر وأبيض ترمز إلى عدد المستعمرات البريطانية عند إعلان استقلال الولايات المتحدة عن مملكة بريطانيا العظمى، مع مربع أزرق يضم عدة نجوم ترمز إلى عدد ولايات الولايات المتحدة الأمريكية، زاد عدد النجوم مع تطور الولايات المتحدة الإقليمي.                                                                      | |
|                                           | 1912–1919            | العلم الأمريكي بعد انضمام أريزونا ونيو مكسيكو                                                    | يضم العلم الأمريكي 13 خطا أحمر وأبيض ترمز إلى عدد المستعمرات البريطانية عند إعلان استقلال الولايات المتحدة عن مملكة بريطانيا العظمى، مع مربع أزرق يضم عدة نجوم ترمز إلى عدد ولايات الولايات المتحدة الأمريكية، زاد عدد النجوم مع تطور الولايات المتحدة الإقليمي.                                                                      | |
|                                           | 1919–1936            | من 30 أكتوبر 1919.                                                                               | رُفع علمين في الفلبين وهما: علم أمريكا وعلم إميليو أغينالدو ولكن مع إزالة الوجه عن شمس مايو. كانت هناك العديد من إصدارات العلم حيث لم يتم تدوين أي تصميم رسمي. | |
|                                           | 1936–1946            | من 30 أكتوبر 1919.                                                                               | | والذي أصبح العلم الوطني للفلبين مع إلغاء القانون رقم 169.                                                          |
| الاحتلال الياباني (1942–1945)             |                      |                                                                                                  | | |
|                                           | 1942–1943            | استخدم خلال الاحتلال الياباني                                                                    | راية بيضاء مستطيلة يتوسطها قرص أحمر كبير | |
|                                           | 14 أكتوبر 1943       | استخدم أثناء قيام الجمهورية الثانية.                                                             | تصميم إيميليو أغوينالدو | |
| السيادة (1946-الآن)                       |                      |                                                                                                  | | |
|                                           | 1946–1985            | بعد الاستقلال، ظلت مواصفات تصميم مانويل كويزون مستخدمة، لكن اختلفت درجات اللونين الأزرق والأحمر. | بموجب الأمر التنفيذي رقم 23، بتاريخ 25 مارس 1936. أُستخدم اللون الأزرق الداكن، على غرار العلم الأمريكي. | |
|                                           | 1985–1986            | بعد الاستقلال، ظلت مواصفات تصميم مانويل كويزون مستخدمة، لكن اختلفت درجات اللونين الأزرق والأحمر. | عدلت اللون العلم بموجب الأمر التنفيذي رقم 1010، s. في 25 فبراير 1985. غيرت درجة اللون الأزرق من الأزرق الداكن إلى الأزرق الفاتح. | |
|                                           | 1986–1998            | بعد الاستقلال، ظلت مواصفات تصميم مانويل كويزون مستخدمة، لكن اختلفت درجات اللونين الأزرق والأحمر. | اُستعديت نسخة عام 1936 بعد ثورة عام 1986. أعادت الرئيسة كورازون أكينو مواصفات العلم من خلال الأمر التنفيذي رقم 292، 1987 الذي وقع في 25 يوليو 1986. | |
|                                           | 1998–حتى الآن        | بعد الاستقلال، ظلت مواصفات تصميم مانويل كويزون مستخدمة، لكن اختلفت درجات اللونين الأزرق والأحمر. | حددت ألون العلم بالأزرق 80173؛ والأبيض 80001؛ والأحمر 80108؛ والنجوم والشمس 80068. | |

## أعلام مشابهة

علم سينت مارتن
علم أكاديانا
علم هايتي
علم ليختنشتاين